# 民勤古城
民勤古城，位于中国甘肃省民勤县，为一个省级文物保护单位，类型为古遗址。
民勤古城的历史年代为汉至明。